# Cynan ap Hywel
Cynan ap Hywel va ser un rei de Deheubarth que visqué al segle xi.
En morir l'any 999 Maredudd ab Owain, que havia pres el regne de Gwynedd a la branca familiar d'Idwal Foel, el govern de Gwynedd tornà a la dinastia originària en la persona del besnet d'Idwal, Cynan ap Hywel. Cynan regnà únicament sis anys, i poc se'n sap del seu regnat o de les circumstàncies que menaren a que fos substituït o derrocat per Aeddan ap Blegywryd, que aparentment no pertanyia a la línia directa de successió. Així mateix, no és clar el perquè del seu relleu al tron de Deheubarth pels germans Edwin i Cadell ab Einion.